# Lindernia macrantha
Lindernia macrantha é uma espécie botânica do gênero Lindernia pertencente à família Linderniaceae.